# Lecythioscopa simplex
La lecitioscopa (Lecythioscopa simplex) è un animale estinto simile a un verme, appartenente ai priapulidi. Visse nel Cambriano medio (circa 505 milioni di anni fa) e i suoi resti sono stati ritrovati in Canada, nella famosa argillite di Burgess. 

## Descrizione
Il corpo di questo organismo marino era allungato e vermiforme; vi era una sorta di guaina flessibile che ricopriva per intero il corpo, e che probabilmente veniva sostituita periodicamente (come avviene in altri priapulidi). Questa cuticola sembra essere stata molto flessibile e permetteva all'animale di contorcersi. La testa era fornita di spine sottili e diritte.

## Classificazione
Descritto per la prima volta da Charles Doolittle Walcott negli anni dieci del XX secolo, questo organismo fu assegnato inizialmente agli anellidi policheti sotto il nome di Canadia simplex. Solo una ridescrizione operata da Simon Conway Morris nel 1977 ha permesso di assegnare questo animale a un nuovo genere (Lecythioscopa) e al gruppo dei priapulidi, particolarmente diffusi nel Cambriano. I resti di Lecythioscopa sono scarsi, ma si suppone che questo animale appartenesse al gruppo degli archeopriapulidi.